# Delegacia de costumes
A delegacia de costumes é a delegacia que tem por competência atuar nas denominadas contravenções penais. Ao longo da história, teve funções diversas como “investigar, prevenir e reprimir a prostituição, evitando que afetassem a moralidade pública, as ações que pudessem afetar a honra e a dignidade das famílias, as manifestações que contrariassem a moral e os bons costumes, além da venda ou mesmo a exposição de livros, desenhos e gravuras que ofendessem a moral”. Também teve como função reprimir os vadios, os embriagados e os falsos mendigos que andavam perambulando pelas ruas, já que eram considerados "inimigos da sociedade", e até mesmo coibir a realização de rituais de feitiçaria, o que incluía a prática de candomblé e umbanda. Na Conferência Nacional de Polícia, realizada no Rio de Janeiro em 1951, chegou a ser feita a proposta de que era necessário que as autoridades examinassem a "conveniência ou necessidade de impedir a circulação de publicações obscenas, tanto as ilustradas como as simplesmente escritas”. Ainda existente em alguns estados brasileiros;